# Mathis Olimb
Pour les articles homonymes, voir Olimb.
Mathis Olimb (né le 1er février 1986 à Oslo en Norvège) est un joueur professionnel norvégien de hockey sur glace. Il est le frère de Ken André Olimb.

## Carrière de joueur
Alors qu'il joue dans les catégories de jeunes avec le Vålerenga IF Oslo, il est sélectionné pour représenter la Norvège au niveau international. Il participe au championnat du monde moins de 18 ans 2002.

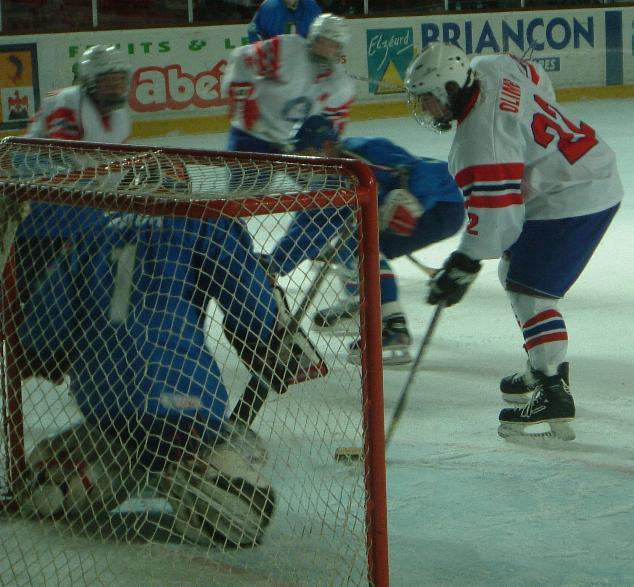
Olimb avec l'équipe de Norvège junior.

Il commence sa carrière en senior en 2003 dans l’Eliteserien norvégienne en jouant ses premiers matchs avec l'équipe première. Il s'illustre avec neuf points dont cinq buts en dix matchs. Il ne participe pas aux séries éliminatoires où Vålerenga est sacré champion de Norvège.
La saison suivante, il revient chez son club formateur du Manglerud Star. Il apprend avec une l'équipe lutte pour le maintien. Elle termine dixième et dernière de la saison régulière. Elle est reléguée en 1. divisjon à l'issue de la poule de promotion/relégation.
L'attaquant est choisi au cours du repêchage européen de la Ligue canadienne de hockey en 53e position par les Knights de London. Il part alors en Amérique du Nord dans la Ligue de hockey de l'Ontario. Après dix parties dont deux assistances, il est échangé aux Sting de Sarnia avec qui il finit la saison. Le Sting se classe dernier de l'association de l'Ouest.
Le 2 septembre 2005, il débute en sélection senior lors de l'Euro Ice Hockey Challenge contre le Danemark. Il décide de revenir dans son pays natal à Vålerenga. Troisième de la saison régulière derrière, l'équipe est sacrée championne en battant les Stavanger Oilers lors de la finale des séries éliminatoires 2006.
Lors de la saison 2006-2007, son frère cadet Ken Andre Olimb débute dans l'équipe. L'ainé finit deuxième pointeur de la ligue derrière Jonas Solberg Andersen et meilleur assistant. Il s'agit de sa première saison à plus d'un point par match avec un total de 62 en 40 parties. En tête lors de la saison régulière, l'équipe d'Oslo conserve son titre en battant en finale les Storhamar Dragons et leur attaquant Christian Larrivée quatre victoires à une. Mathis Olimb compte un but de la victoire en prolongation lors du second match. Il dispute son premier championnat du monde sénior 2007. Quatorzième, la Norvège est la première équipe non reléguée.
En 2007, il rejoint un championnat plus relevé en intégrant l'effectif du Augsburger Panther dans la ligue élite allemande (DEL). L'équipe entraînée par Paulin Bordeleau se classe douzième de la saison régulière et ne se qualifie pas pour l'après-saison. Le Norvégien rend une fiche de 39 points en 54 matchs. L'équipe est sortie en demi-finale de la Coupe d'Allemagne 10-4 par les Eisbären Berlin futurs vainqueurs. Le Canada élimine la Norvège en quart de finale du
championnat du monde. Olimb inscrit un but lors de cette défaite 8-2.
Dixièmes de la saison régulière 2008-2009, les Panthères et leur jeune gardien Dennis Endras s'inclinent en quart de finale face au club champion, les Eisbären. Olimb est troisième marqueur de l'équipe avec 41 points en 43 rencontres. Mais il souffre d'une fracture de la cheville lors d'un match international contre la France lors des qualifications pour les Jeux olympiques 2010. Sa saison est alors terminée. Vainqueur de leur poule, les Norvégiens se qualifient pour Vancouver.
En 2009-2010, il franchit un nouveau palier en signant un contrat dans l'Elitserien chez les Frölunda Indians. L'équipe de Göteborg est dominée en sept matchs par le Linköpings HC lors de son quart de finale. Sur un plan personnel, Olimb termine meilleur passeur et troisième pointeur de l'effectif entraîné par Ulf Dahlén derrière Tomi Kallio et Fredrik Pettersson en saison régulière. Durant l'hiver, il prend part aux Jeux olympiques où la Norvège termine dixième. Lors du mondial, il rend une fiche de quatre points en six matchs. La Norvège se classe neuvième.
Le 15 juin 2010, les Blackhawks de Chicago annoncent la signature de l'attaquant pour une saison.

## Trophées et honneurs personnels

### Championnat du monde moins de 18 ans
- 2003 : nommé meilleur attaquant de la division 1, groupe B.
- 2004 : termine meilleur passeur.

### Championnat du monde junior
- 2005 : termine meilleur pointeur de la division 1, groupe A.
- 2005 : termine meilleur passeur de la division 1, groupe A.

### Championnat du monde
- 2011 : termine meilleur passeur.

## Statistiques

### En club
| Saison    | Équipe                  | Ligue             |    | Saison régulière | Saison régulière | Saison régulière | Saison régulière | Saison régulière |   | Séries éliminatoires | Séries éliminatoires | Séries éliminatoires | Séries éliminatoires | Séries éliminatoires |
| Saison    | Équipe                  | Ligue             | PJ | B                | A                | Pts              | Pun              | PJ               | B | A                    | Pts                  | Pun                  |                      |                      |
| 2002-2003 | Vålerenga IF Oslo       | Eldre Jr.         |    |                  |                  |                  |                  |                  |   |                      |                      |                      |                      |                      |
| 2002-2003 | Vålerenga IF Oslo       | Eliteserien       | 10 | 5                | 4                | 9                | 4                |                  |   |                      |                      |                      |                      |                      |
| 2003-2004 | Vålerenga IF Oslo       | Eldre Jr.         | -- | 4                | 8                | 12               | 2                |                  |   |                      |                      |                      |                      |                      |
| 2003-2004 | Manglerud Star          | Eliteserien       | 29 | 5                | 7                | 12               | 16               |                  |   |                      |                      |                      |                      |                      |
| 2003-2004 | Manglerud Star          | Q. Elit.          | 6  | 4                | 4                | 8                | 2                |                  |   |                      |                      |                      |                      |                      |
| 2004-2005 | Knights de London       | LHO               | 10 | 0                | 2                | 2                | 4                |                  |   |                      |                      |                      |                      |                      |
| 2004-2005 | Sting de Sarnia         | LHO               | 46 | 8                | 23               | 31               | 12               |                  |   |                      |                      |                      |                      |                      |
| 2005-2006 | Vålerenga IF Oslo       | Eliteserien       | 39 | 11               | 14               | 25               | 46               | 13               | 4 | 3                    | 7                    | 8                    |                      |                      |
| 2006-2007 | Vålerenga IF Oslo       | Eliteserien       | 42 | 19               | 43               | 62               | 24               | 15               | 3 | 7                    | 10                   | 4                    |                      |                      |
| 2007-2008 | Augsburger Panther      | DEL               | 54 | 14               | 25               | 39               | 71               |                  |   |                      |                      |                      |                      |                      |
| 2008-2009 | Augsburger Panther      | DEL               | 43 | 13               | 28               | 41               | 14               |                  |   |                      |                      |                      |                      |                      |
| 2009-2010 | Frölunda HC             | Elitserien        | 55 | 9                | 25               | 34               | 20               | 7                | 1 | 3                    | 4                    | 4                    |                      |                      |
| 2010-2011 | IceHogs de Rockford     | LAH               | 59 | 10               | 22               | 32               | 22               | -                | - | -                    | -                    | -                    |                      |                      |
| 2011-2012 | Frölunda HC             | Elitserien        | 55 | 10               | 31               | 41               | 34               | 6                | 1 | 3                    | 4                    | 10                   |                      |                      |
| 2012-2013 | Frölunda HC             | Elitserien        | 30 | 6                | 7                | 13               | 6                | 6                | 1 | 0                    | 1                    | 6                    |                      |                      |
| 2013-2014 | Frölunda HC             | SHL               | 52 | 11               | 28               | 39               | 28               | 7                | 1 | 1                    | 2                    | 2                    |                      |                      |
| 2014-2015 | Frölunda HC             | SHL               | 51 | 7                | 39               | 46               | 65               | 13               | 1 | 5                    | 6                    | 33                   |                      |                      |
| 2015-2016 | Jokerit                 | KHL               | 37 | 6                | 11               | 17               | 18               | -                | - | -                    | -                    | -                    |                      |                      |
| 2015-2016 | Kloten Flyers           | NLA               | 16 | 2                | 11               | 13               | 0                | 2                | 0 | 0                    | 0                    | 0                    |                      |                      |
| 2016-2017 | Linköpings HC           | SHL               | 40 | 8                | 13               | 21               | 35               | 6                | 0 | 1                    | 1                    | 2                    |                      |                      |
| 2017-2018 | Linköpings HC           | SHL               | 50 | 12               | 22               | 34               | 32               | 7                | 1 | 4                    | 5                    | 4                    |                      |                      |
| 2018-2019 | Skellefteå AIK          | SHL               | 52 | 4                | 20               | 24               | 30               | 6                | 1 | 2                    | 3                    | 2                    |                      |                      |
| 2019-2020 | Wolfsburg Grizzly Adams | DEL               | 50 | 10               | 26               | 36               | 42               | -                | - | -                    | -                    | -                    |                      |                      |
| 2020-2021 | Wolfsburg Grizzly Adams | DEL               | 34 | 2                | 19               | 21               | 18               | 9                | 1 | 7                    | 8                    | 6                    |                      |                      |
| 2021-2022 | Vålerenga IF Oslo       | Fjordkraft-ligaen | 40 | 12               | 29               | 41               | 22               | 6                | 2 | 5                    | 7                    | 2                    |                      |                      |
| 2022-2023 | Vålerenga IF Oslo       | Fjordkraft-ligaen | 43 | 7                | 27               | 34               | 30               | 10               | 1 | 10                   | 11                   | 8                    |                      |                      |

### En équipe nationale
| Année | Compétition                  |   | PJ | B | A | Pts | Pun | +/-                                    |  | Résultat |
| 2002  | Championnat du monde -18 ans | 8 | 3  | 4 | 7 | 0   | +3  | Onzième place                          |  |          |
| 2003  | Championnat du monde -18 ans | 5 | 3  | 2 | 5 | 4   | +1  | 1re place de Div. I groupe B           |  |          |
| 2003  | Championnat du monde junior  | 5 | 0  | 1 | 1 | 0   | 0   | 3e place de Div. I groupe B            |  |          |
| 2004  | Championnat du monde -18 ans | 6 | 0  | 6 | 6 | 14  | -12 | Dixième place                          |  |          |
| 2004  | Championnat du monde junior  | 5 | 2  | 4 | 6 | 0   | 5   | 2e place de Div. I groupe B            |  |          |
| 2005  | Championnat du monde junior  | 5 | 4  | 5 | 9 | 18  | 5   | 1re place de Div. I groupe A           |  |          |
| 2006  | Championnat du monde junior  | 6 | 2  | 1 | 3 | 8   | -4  | Dernière place du groupe de relégation |  |          |
| 2007  | Championnat du monde         | 6 | 0  | 3 | 3 | 8   | -1  | Quatorzième place                      |  |          |
| 2008  | Championnat du monde         | 7 | 2  | 0 | 2 | 4   | -6  | Huitième place                         |  |          |
| 2009  | Qualification olympique      | 2 | 0  | 0 | 0 | 0   |     | 1re place du groupe G                  |  |          |
| 2010  | Jeux olympiques              | 4 | 0  | 2 | 2 | 0   | -4  | Dixième place                          |  |          |
| 2010  | Championnat du monde         | 6 | 1  | 3 | 4 | 0   | +3  | Neuvième place                         |  |          |
| 2011  | Championnat du monde         | 7 | 1  | 8 | 9 | 4   | 0   | Sixième place                          |  |          |
| 2012  | Championnat du monde         | 8 | 1  | 6 | 7 | 16  | +1  | Huitième place                         |  |          |
| 2013  | Championnat du monde         | 7 | 0  | 4 | 4 | 0   | -1  | Onzième place                          |  |          |
| 2014  | Jeux olympiques              | 4 | 0  | 2 | 2 | 4   | -2  | Douzième place                         |  |          |
| 2014  | Championnat du monde         | 7 | 1  | 7 | 8 | 12  | +3  | Douzième place                         |  |          |
| 2015  | Championnat du monde         | 7 | 0  | 8 | 8 | 4   | 0   | Onzième place                          |  |          |
| 2016  | Championnat du monde         | 7 | 2  | 4 | 6 | 6   | -2  | Dixième place                          |  |          |
| 2017  | Championnat du monde         | 7 | 1  | 4 | 5 | 10  | 0   | Onzième place                          |  |          |
| 2018  | Championnat du monde         | 7 | 1  | 3 | 4 | 24  | -7  | Treizième place                        |  |          |
| 2018  | Jeux olympiques              | 5 | 0  | 1 | 1 | 2   | -3  |                                        |  |          |
| 2019  | Championnat du monde         | 7 | 0  | 4 | 4 | 6   | -2  | Douzième place                         |  |          |
| 2021  | Championnat du monde         | 7 | 2  | 1 | 3 | 2   | -2  | Treizième place                        |  |          |